# Ошейниковый горихвостковый певун
Ошейниковый горихвостковый певун (лат. Myioborus torquatus) — вид птиц семейства древесницевых (Parulidae). Подвидов не выделяют. Распространены в Центральной Америке.

## Описание
Длина тела ошейникового горихвосткового певуна достигает 13 см, а масса тела в среднем составляет 10,5 г. Длина крыла варьирует от 5,7 до 6,8 см, а длина клюва равняется 9—10 мм. Половой диморфизм не выражен. У взрослых особей «корона» каштанового цвета с чёрным окаймлением. Верхняя часть тела сланцево-чёрная. Лицо, горло и нижняя часть тела светло-жёлтого цвета. Поперёк груди проходит чёрная полоса. Глаза тёмные. Крылья черноватые с узкой серой окантовкой. Рулевые перья хвоста черноватые с широкими белыми внешними перьями.
Песня представляет собой смесь невнятных свистов и трелей. Позывка звучит как резкое «tzip».

## Распространение и поведение
Ошейниковый горихвостковый певун распространён в Коста-Рике и Панаме. Обитает в горных лесах, оврагах, вторичных лесах и прилегающих к ним пастбищах. Встречается на высоте от 1400 до 3500 метров над уровнем моря. Питается насекомыми. Часто присоединяется к смешанным группам птиц. Иногда следует за скотом и даже людьми в поисках насекомых, которых они спугивают.

## Размножение
Сезон размножения продолжается с марта по май. Закрытое сверху гнездо с круглым боковым входом располагается на земле или крутом склоне среди камней, пучков травы или под упавшим деревом. Сооружается из полосок коры, растительных волокон, листьев и травы. В кладке 2—3 яйца размером 9,1 x 13,5 мм белого или кремового цвета с многочисленными светло-коричневыми пятнышками. Инкубация продолжается около двух недель.